# Cornelia Goesmann

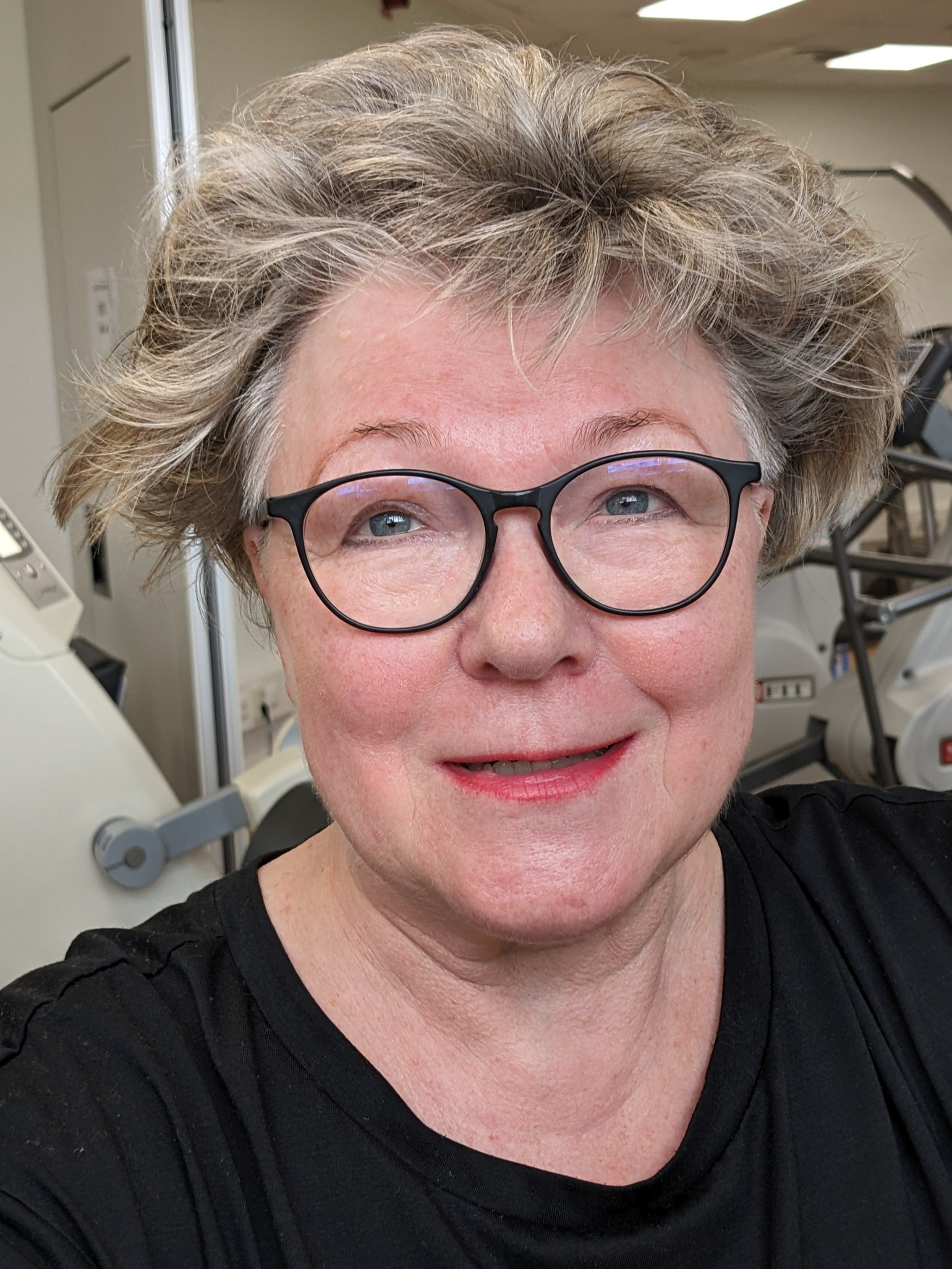
Cornelia Goesmann 2025

Cornelia Goesmann (* 3. Dezember 1952 in Hannover) ist eine deutsche Allgemeinmedizinerin und Medizinfunktionärin.

## Leben
Cornelia Goesmann ist die Tochter des Architekten Heinz Goesmann (1920–2010). Sie beendete 1977 ihr Medizinstudium an der Medizinischen Hochschule Hannover (MHH). 1980 promovierte sie mit der Arbeit Zur Bedeutung der Lysozym-Aktivität im Serum bei entzündlichen Darmerkrankungen zum Dr. med. Nach Abschluss ihrer Weiterbildung zur Fachärztin für Allgemeinmedizin übernahm sie 1985 eine Hausarztpraxis in Kleefeld, einem Stadtteil von Hannover, in die 1993 ihr Ehemann Wolf Dieter Zwickert mit einstieg. 1992 erwarb Goesmann die Zusatzbezeichnung „Psychotherapie“. Im selben Jahr erhielt sie einen Lehrauftrag für Allgemeinmedizin und Sozialmedizin an der MHH. Ein Schwerpunkt ihrer Praxis war die Betreuung von Patienten mit Restless-Legs-Syndrom. Zu dem Syndrom hat sie einen Patientenratgeber verfasst und betreut eine Selbsthilfegruppe.
1990 wurde Cornelia Goesmann Mitglied der Kammerversammlung der Ärztekammer Niedersachsen und Delegierte zum Deutschen Ärztetag. 1998 wurde sie stellvertretende Präsidentin der Ärztekammer Niedersachsen, 1999 stellvertretende Vorsitzende des Hausärztinnen- und Hausärzteverbands Niedersachsen. In der Ärztekammer leitete sie eine Ethikkommission und beim Niedersächsischen Ministerium für Soziales, Frauen, Familie und Gesundheit die Arbeitsgruppe „Frauenbelange in der Medizin“. 2003 wurde Goesmann Vorsitzende der Deutschen Akademie für Allgemeinmedizin und Mitglied im Vorstand der Bundesärztekammer (BÄK). Von 2005 bis 2011 war sie Vizepräsidentin der BÄK.
2017 ging Goesmann als Hausärztin in den Ruhestand, betreut aber weiter Patienten im Rahmen der Obdachlosenhilfe. Seit 2022 ist sie Vorsitzende des Seniorenbeirats der Stadt Hannover.

## Leistungen und Ehrungen
Cornelia Goesmann machte sich unter anderem um die institutionelle ärztliche Versorgung von Obdachlosen und Geflüchteten in Hannover verdient. Bei der BÄK war sie Beauftragte für Fragen der ärztlichen Psychotherapie und hatte leitende Funktionen in Gremien für Angelegenheiten der Medizinischen Fachangestellten (MFA) und für Angehörige weiterer medizinischer Fachberufe. Sie gestaltete die Ausbildungsordnung der MFA mit und machte sich um die Aufwertung der MFA und die Stärkung der Psychotherapie als sprechende Medizin verdient.
Goesmann wurde 2023 mit der Paracelsus-Medaille geehrt, der höchste Auszeichnung der deutschen Ärzteschaft. Laut Laudatio habe sie „wichtige Entwicklungen innerhalb der Ärzteschaft und des Gesundheitswesens mit gesät […], die heute zu einer respektablen Blüte herangewachsen“ seien. Gemeint waren die Entwicklung der Allgemeinmedizin zum vollwertigen Fachgebiet der Medizin, die Gleichstellung der Frauen in der Medizin und die Wertschätzung der Medizinischen Fachangestellten.
Für ihr langjähriges berufspolitisches Wirken und soziales Engagement wurde ihr 2024 das Verdienstkreuz am Bande des Verdienstordens der Bundesrepublik Deutschland verliehen.